# Pindorama (filme)
Pindorama é um filme brasileiro de 1970 dirigido por Arnaldo Jabor.
O filme foi realizado no auge da repressão da ditadura militar no Brasil. Foi o primeiro longa-metragem de ficção de Arnaldo Jabor, e foi o representante oficial do Brasil no Festival de Cannes em 1971. O termo Pindorama, na língua geral dos índios, significa terra das árvores altas e, em tupi, terra das palmeiras.

## Sinopse
A história se passa numa cidade brasileira imaginária no século XVI e é uma alegoria sobre as origens da formação do país, misturando guerras, negros, índios, colonos e aventureiros.

## Elenco
- Maurício do Valle
- Ítala Nandi
- Jesus Pingo
- Hugo Carvana
- José de Freitas
- Wilson Grey
- Vinícius Salvatori
- Tep Kahok
- Maria Regina Caldas
- Manoel de Gaveira

## Principais prêmios e indicações
Festival de Cannes 1971 (França)
- O filme foi indicado à Palma de Ouro.